# Edgaras Ulanovas

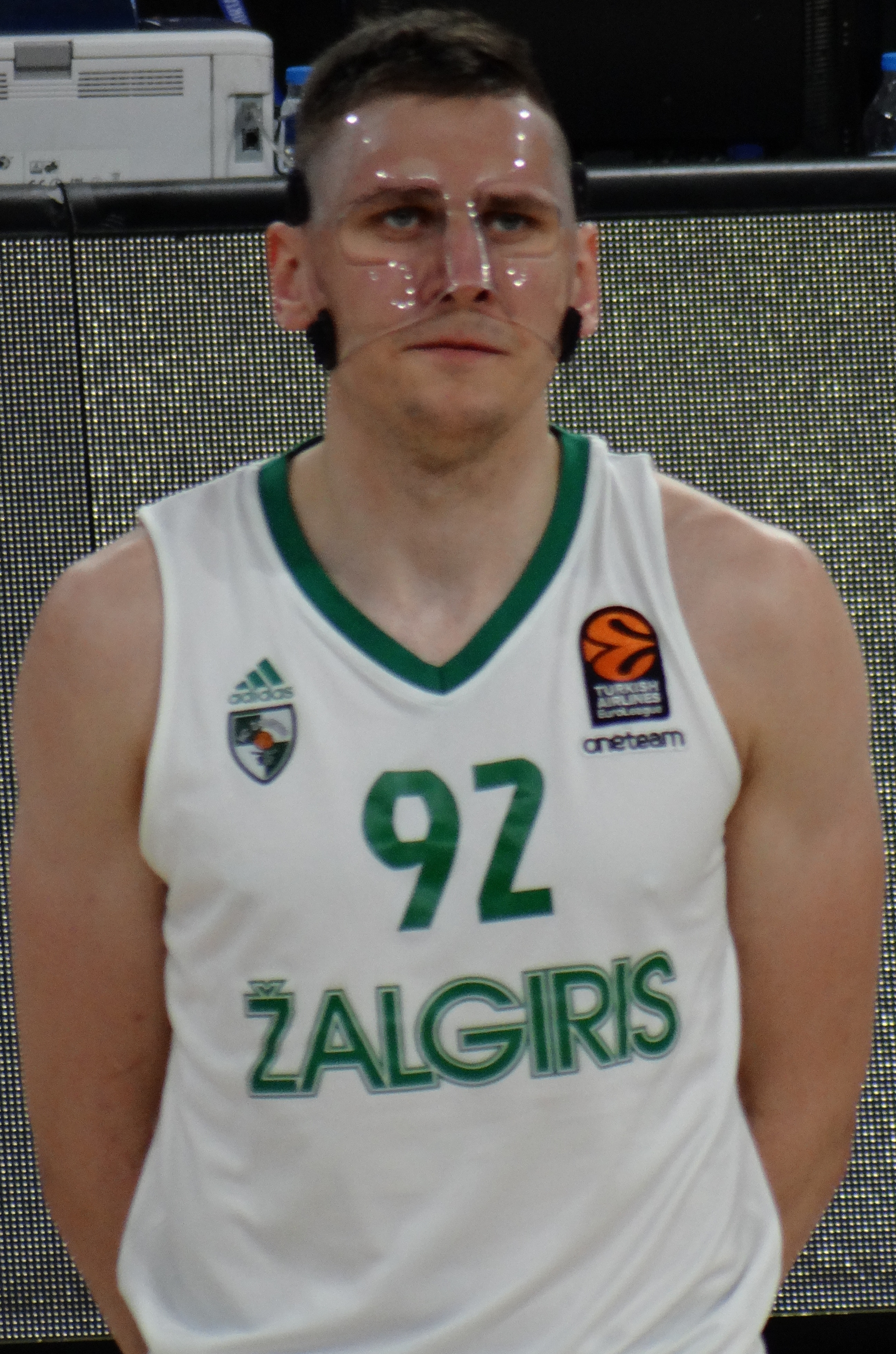
Ulanovas avec le Žalgiris Kaunas en 2018.

Edgaras Ulanovas, né le 7 janvier 1992 à Kaunas, est un joueur lituanien de basket-ball, évoluant au poste d'arrière.

## Biographie
À l'été 2008, Ulanovas intègre l'équipe de Lituanie des 16 ans et moins qui participe au championnat d'Europe. L'équipe qui comprend aussi Jonas Valančiūnas remporte la compétition. En 2010, il participe au championnat d'Europe des 18 ans et moins et là encore la Lituanie remporte la compétition.
Durant l'été 2011, avec la Lituanie, il remporte le championnat du monde des 19 ans et moins.
À l'été 2012, Ulanovas joue avec l'équipe de Lituanie des 20 ans et moins qui dispute le championnat d'Europe de sa catégorie d'âge. La Lituanie remporte la compétition, battant la France en finale 50 à 49. Ulanovas (14,3 points et 5,4 rebonds de moyenne par rencontre) est nommé dans la meilleure équipe du tournoi avec les Français Léo Westermann (meilleur joueur de la compétition) et Rudy Gobert, l'Espagnol Daniel Díez et le Slovène Klemen Prepelič.
Ulanovas est nommé meilleur jeune de la saison 2013-2014 de la VTB United League, ex æquo avec Dmitri Koulaguine du Trioumf Lioubertsy.
En mai 2016, le Žalgiris et Ulanovas signent un nouveau contrat qui dure jusqu'à la fin de la saison 2017-2018.
En février 2017, Ulanovas remporte la Coupe de Lituanie avec le Žalgiris et est élu MVP de la compétition.
En novembre 2017, Ulanovas est nommé MVP de la 9e journée de la saison régulière de l'Euroligue.
Pour sa première expérience à l'étranger, il s'engage pour deux saisons avec le Fenerbahçe SK en Turquie au mois de juillet 2020. Il ne reste cependant qu'une saison à Istanbul et revient au Žalgiris en juillet 2021 avec un contrat d'une saison.

## Palmarès
- Vainqueur de la coupe de Lituanie 2015, 2017, 2018, 2020 et 2022